# Marie Brémont
Marie Marthe Augustine (Mesange) Lemaitre Brémont (Noëllet, 25 de abril de 1886 – Candé, 6 de junho de 2001) foi, entre Novembro de 2000 e a data do seu falecimento, a pessoa mais velha do mundo, tendo falecido aos 115 anos e 42 dias. Era francesa.

## Biografia
Trabalhou na indústria farmacêutica e como educadora infantil. Aos 103 anos de idade, em 1989, foi atropelada por um automóvel, tendo partido um braço. Foi casada por duas vezes: o primeiro marido faleceu na Primeira Guerra Mundial, o segundo em 1967. Não teve filhos, sucedeu-lhe no título Maude Farris-Luse, de 114 anos de idade.
Ela foi a primeira pessoa a nascer que viu a Virada do Milênio, quando tinha 114 anos.